# Margaretha van Bar
Margaretha van Bar (1220 — 23 november 1275) was van 1247 tot aan haar dood gravin van Luxemburg. Ze behoorde tot het Huis Scarpone.

## Levensloop
Margaretha was de oudste dochter van graaf Hendrik II van Bar en Filippa, dochter van graaf Robrecht II van Dreux. In 1240 huwde ze met Hendrik V van Luxemburg (1221-1281), die in 1247 graaf van Luxemburg werd.
Als bruidsschat bracht Margaretha Hendrik Ligny-en-Barrois, dat door een clausule in het huwelijksverdrag echter onder de suzereiniteit bleef van het graafschap Bar. In verband hiermee moest Hendrik in 1256 hulde brengen aan koning Theobald II van Navarra, in diens capaciteit als graaf van Champagne.
In het conflict dat ontstond tussen hertog Ferry III van Lotharingen en de bisschoppen van Metz koos haar echtgenoot partij voor de bisschop, terwijl haar broer Theobald II van Bar Ferry III steunde. Op 14 september 1266 werd Hendrik bij de Slag bij Prény gevangengenomen. Op 8 september 1268 sloten de twee graven vrede na de bemiddeling van koning Lodewijk IX van Frankrijk. Hendrik werd vervolgens vrijgelaten en hij kwam opnieuw in het bezit van Ligny-en-Barrois, zij het nog steeds onder de suzereiniteit van het graafschap Bar.
Margaretha en Hendrik sloten vrede met Gwijde van Dampierre door hem te laten huwen met hun dochter Isabella. Een andere dochter van hen, Filippa, huwde met graaf Jan II van Holland en werd zo de grootmoeder van koningin Filippa van Engeland en gravin Margaretha II van Henegouwen.
Margaretha stierf in 1275, zes jaar voor haar echtgenoot.

## Nakomelingen
Margaretha en Hendrik kregen zeven kinderen:
- Hendrik VI (1240-1288), graaf van Luxemburg
- Walram I (overleden in 1288), graaf van Ligny
- Isabella (1247-1298), huwde in 1265 met Gwijde van Dampierre, graaf van Vlaanderen
- Filippa (1252-1311), huwde in 1270 met graaf Jan II van Holland
- Margaretha
- Felicitas
- Johanna (overleden in 1310), abdis van de Abdij van Clairefontaine